# 栞 (WEAVERの曲)
「栞 feat. 仲宗根泉（HY）」（しおり）は、WEAVERの楽曲。同バンドの11作目の配信限定シングルとして、2018年10月23日にA-Sketchからリリースされた。

## 概要
前作『最後の夜と流星』以来約3か月ぶりのリリースとなり、本作は、河邉徹の小説「流星コーリング」を基に楽曲を制作していく"流星コーリングプロジェクト"の第2弾楽曲である。
本作では、仲宗根泉（HY）をフューチャリングアーティストとして起用しており、WEAVER初となる他アーティストとのコラボレーションとなった。

## 収録内容
| #         | タイトル                 | 作詞      | 作曲      | 編曲      | 時間 |
| --------- | ------------------------ | --------- | --------- | --------- | ---- |
| 1.        | 「栞 feat.仲宗根泉(HY)」 | 河邉徹    | 杉本雄治  | WEAVER    | 4:32 |
| 合計時間: | 合計時間:                | 合計時間: | 合計時間: | 合計時間: | 4:32 |